# Tornow (Adelsgeschlecht)

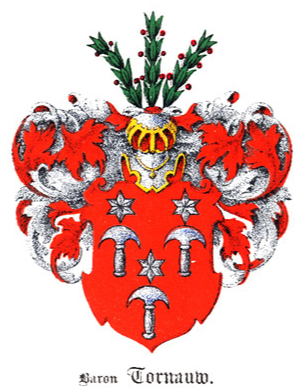
Wappen derer von Tornow aus dem Baltischen Wappenbuch

Tornow, auch Tornau oder Tornauw, ist der Name eines neumärkischen und mecklenburgischen, später baltischen Adelsgeschlechts. Zweige der baltischen Linie bestehen bis in die Gegenwart fort.

## Geschichte

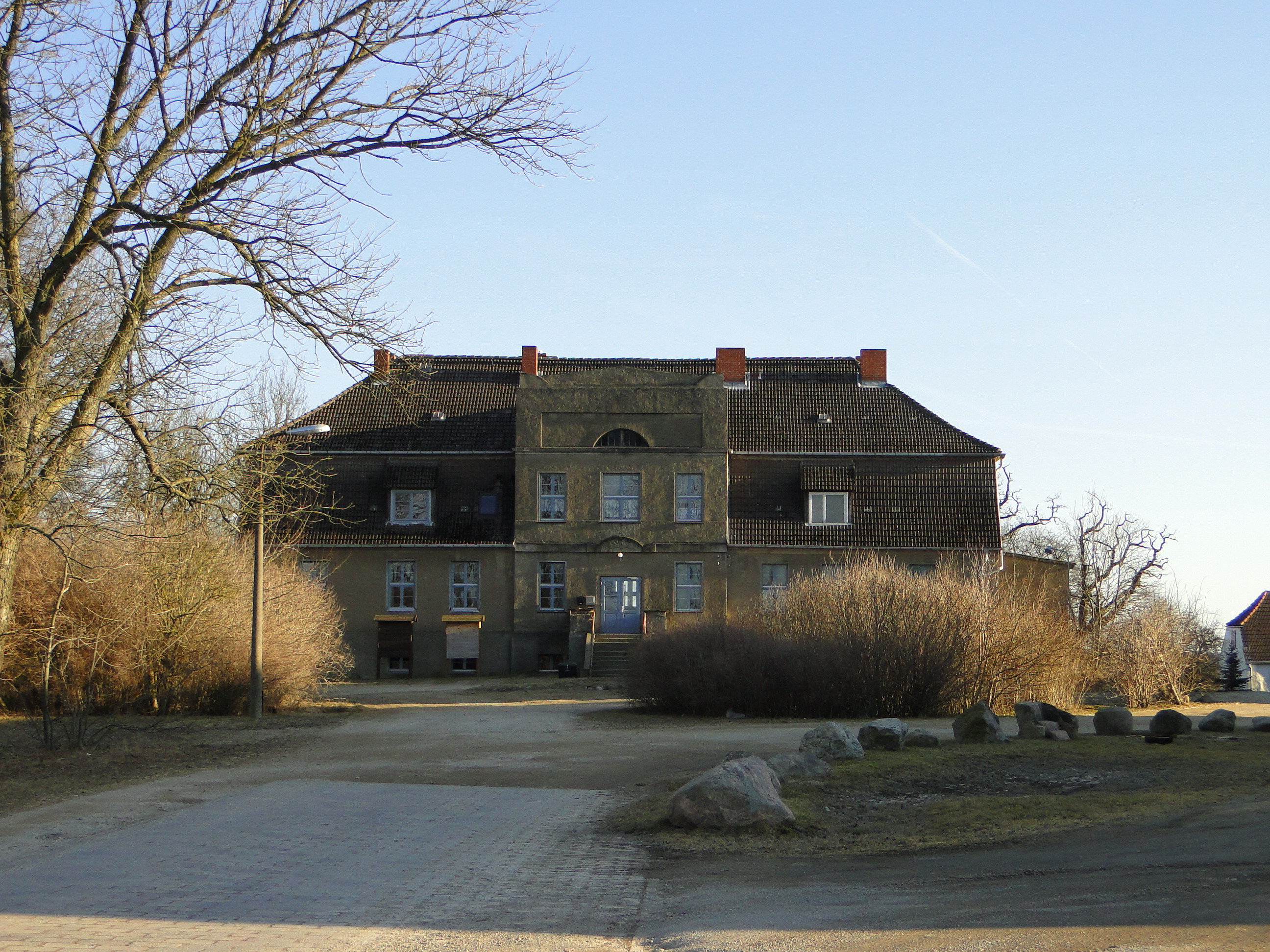
Gutshaus Wittenhagen, errichtet in der zweiten Hälfte des 18. Jahrhunderts

Erstmals urkundlich erscheint das Geschlecht 1217 mit Erwinus de Tornowe. Die zweite Familienlinie bedient sich der Schreibweise von Turno. Seit 1360 war die Familie im Besitz von Strantz und Quiram bei Deutsch-Krone. Im Jahr 1466 ist Zacharias von Tornow, erbgesessen auf Wittenhagen, urkundlich erwähnt, als er dies zusammen mit Lichtenberg und Teschendorf an Busso von Dören verkauft. Eine herkunftsmäßige Verbindung zum gleichnamigen Ort Tornow ist denkbar. Später erwarben die von Tornow Wittenhagen zurück, das bis 1796 der Stammsitz der Familie blieb. Auch bei der Übertragung der mecklenburgischen Frauenklöster auf die Ritterschaft 1572 ist das Geschlecht erwähnt.
1554 ist es in der Altmark und später auch in der Neumark, in Pommern, Polen (unter dem Namen Tornowski) und in Kurland (unter dem Namen Tornauw) ansässig, wo es 1639 mit Otto von Tornauw am 17. März 1639 in die Kurländische Ritterschaft (Nr. 93, heute Nr. 176) aufgenommen wurde. Christoph Felix von Tornow auf Friedrichstorf und Claustorf und Friedrich Ernst von Tornow auf Wittenhagen gehörten 1755 zu den Unterzeichnern des mecklenburgischen Landesgrundgesetzlichen Erbvergleichs. Im 19. Jahrhundert starb das Geschlecht in Deutschland aus, blühte aber noch im Baltikum und in Russland. Am 17. Januar 1855 erging die russische Anerkennung der Berechtigung zur Führung des Baronstitels für die Vettern Nicolaus von Tornauw (* 1811; † 1882) und Friedrich von Tornauw (* 1810; † 1890). Durch Senatsukas vom 3. April 1862 wurde das Gesamtgeschlecht im Baronstand legitimiert (Nr. 2823).
Die von Tornu haben lange Besitz im Kreis Posen, eine große Herrschaft und mehrere Nebengüter und verheiraten sich auch mit dem polnischen Adel.
Im Einschreibebuch des Klosters Dobbertin befinden sich drei Eintragungen von Töchtern der Familie von Tornow aus Wittenhagen von 1747–1787 zur Aufnahme in das dortige adelige Damenstift.
Es besteht keine Stammverwandtschaft des Geschlechts zum 1654 in Regensburg in den Reichsadelsstand erhobenen brandenburgischen Staatsmann Johann Tornow (1610–1662) auf Schönwalde im neumärkischen Kreis Oststernberg.

## Wappen
Das Wappen zeigt in rotem Schild drei (2,1) mit der runden Schneide nach oben gekehrte silberne Handmesser (Schuster-Kneife), jedes oben von einem silbernen Stern begleitet. Auf dem gekrönten Helm drei Rautensträuche natürlicher Farbe. Die Helmdecken sind silber und rot.
Ein mit der Ordensdekoration (Damenschleife und Ordenskreuz) umgebenes Wappenschild der am 28. Januar 1855 im Kloster Dobbertin als Nr. 638 verstorbenen Konventualin Catharina Friederica Wilhelmina von Tornow befindet sich auf der Nonnenempore in der Klosterkirche.

## Angehörige

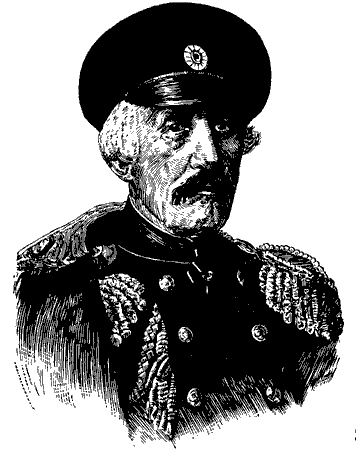
Fjodor Fjodorowitsch Tornau

- Ferdinand Otto Karl von Tornauw (* 1785; † 1850), kaiserlich-russischer Offizier, zuletzt Generalmajor
- Jenny von Tornau (* 1800; † 25. März 1830), seit 1815 verheiratet mit Hans Karl von Diebitsch-Sabalkanski
- Fjodor Fjodorowitsch Tornau (* 1810; † 1890), kaiserlich-russischer Offizier, zuletzt Generalleutnant
- Nicolaus von Tornauw (* 1811; † 1882), kaiserlich-russischer Verwaltungsjurist
- Hippolyt von Turno (* 1828; † 1897), Großgrundbesitzer, Reichstagsabgeordneter